# Els Serrats (la Torre de Cabdella)
Els Serrats és una serra de l'interior del terme municipal de la Torre de Cabdella, a la comarca del Pallars Jussà. Pertanyia a l'antic terme de la Pobleta de Bellveí.
Situats just al nord-est de la Pobleta de Bellveí, aquest serrat, que rep el nom en plural pel fet que a la part alta presenta una bifurcació, enllaça aquesta vila amb les Bordes d'Envall. Queda al nord-oest del poble d'Envall. A la part alta, on hi ha les Bordes d'Envall, es bifurca per tal d'acollir tot el cap de vall de la Llau de la Torroella.